# Matthew Stover
Matthew Woodring Stover (ur. 29 stycznia 1962) – amerykański pisarz fantasy oraz science fiction znany głównie z książek umieszczonych w uniwersum Gwiezdnych wojen. Napisał również cykl książek fantastycznych pt. "Akty Caine'a".

### Gwiezdne Wojny
- Punkt przełomu
- Zemsta Sithów
- Luke Skywalker i cienie Mindora
- Zdrajca

### Akty Caine'a
- Bohaterowie Umierają
- Ostrze Tyshalle'a: Tom 1
- Ostrze Tyshalle'a: Tom 2
- Caine Czarny Nóż
- Prawo Caine`a